# Madanapalle
Madanapalle è una suddivisione dell'India, classificata come municipality, di 97 964 abitanti, situata nel distretto di Chittoor, nello stato federato dell'Andhra Pradesh. In base al numero di abitanti la città rientra nella classe II (da 50 000 a 99 999 persone).

## Geografia fisica
La città è situata a 13° 33' 0 N e 78° 30' 0 E e ha un'altitudine di 694 m s.l.m.

## Società

### Evoluzione demografica
Al censimento del 2001 la popolazione di Madanapalle assommava a 97 964 persone, delle quali 49 689 maschi e 48 275 femmine. I bambini di età inferiore o uguale ai sei anni assommavano a 11 579, dei quali 5 962 maschi e 5 617 femmine. Infine, coloro che erano in grado di saper almeno leggere e scrivere erano 66 801, dei quali 37 249 maschi e 29 552 femmine.